# Polly Swann
Polly Swann (Lancaster, 5 giugno 1988) è una canottiera britannica, vincitrice della medaglia d'argento nell'otto a Rio de Janeiro 2016.

## Palmarès
- Olimpiadi

Rio de Janeiro 2016: argento nell'8.
- Campionati del mondo di canottaggio

Chungju 2013: oro nel 2 senza.
- Campionati europei di canottaggio

Belgrado 2014: oro nel 2 senza.
Brandeburgo 2016: oro nell'8.